# Bruno Eduardo Moraes
Bruno Eduardo Moraes (Bragança Paulista, 12 gennaio 1989) è un calciatore brasiliano, attaccante della Portuguesa Santista.

## Carriera
Ha giocato nella massima serie brasiliana e in quella emiratina, e nella seconda divisione brasiliana.

## Statistiche

### Presenze e reti nei club
Statistiche aggiornate al 28 ottobre 2021.
| Stagione           | Squadra            | Campionato         | Campionato | Campionato | Coppe nazionali | Coppe nazionali | Coppe nazionali | Coppe continentali | Coppe continentali | Coppe continentali | Altre coppe | Altre coppe | Altre coppe | Totale | Totale |
| Stagione           | Squadra            | Comp               | Pres       | Reti       | Comp            | Pres            | Reti            | Comp               | Pres               | Reti               | Comp        | Pres        | Reti        | Pres   | Reti   |
| ------------------ | ------------------ | ------------------ | ---------- | ---------- | --------------- | --------------- | --------------- | ------------------ | ------------------ | ------------------ | ----------- | ----------- | ----------- | ------ | ------ |
| 2010               | Santo André        | A1/SP+B            | 6+1        | 1+0        |                 | -               | -               |                    | -                  | -                  |             | -           | -           | 7      | 1      |
| 2011               | Porto Alegre       | PD/RS              | 11         | 1          |                 | -               | -               |                    | -                  | -                  |             | -           | -           | 11     | 1      |
| 2012               | Ferroviário-CE     | PD/CE              | 8          | 3          |                 | -               | -               |                    | -                  | -                  |             | -           | -           | 8      | 3      |
| 2013               | Taubaté            | A3/SP              | 9          | 6          |                 | -               | -               |                    | -                  | -                  |             | -           | -           | 9      | 6      |
| 2013               | Portuguesa         | A                  | 7          | 2          |                 | -               | -               | CS                 | 2                  | 0                  |             | -           | -           | 9      | 2      |
| 2014               | Red Bull Brasil    | A2/SP              | 1          | 0          |                 | -               | -               |                    | -                  | -                  |             | -           | -           | 1      | 0      |
| 2015               | Ferroviária        | A2/SP              | 13         | 1          |                 | -               | -               |                    | -                  | -                  |             | -           | -           | 13     | 1      |
| 2015               | Santa Cruz         | B                  | 15         | 9          |                 | -               | -               |                    | -                  | -                  |             | -           | -           | 15     | 9      |
| 2016               | Santa Cruz         | A1/PE+A            | 9+21       | 1+3        | CB              | 5               | 4               | CS                 | 2                  | 1                  |             | -           | -           | 37     | 9      |
| Totale Santa Cruz  | Totale Santa Cruz  | Totale Santa Cruz  | 45         | 13         |                 | 5               | 4               |                    | 2                  | 1                  |             | -           | -           | 52     | 18     |
| gen.-mag. 2017     | Dibba Al-Fujairah  | PL                 | 12         | 6          |                 | -               | -               |                    | -                  | -                  |             | -           | -           | 12     | 6      |
| 2018               | Botafogo-SP        | A1/SP              | 11         | 5          |                 | -               | -               |                    | -                  | -                  |             | -           | -           | 11     | 5      |
| 2018               | Coritiba           | B                  | 20         | 2          |                 | -               | -               |                    | -                  | -                  |             | -           | -           | 20     | 2      |
| 2019               | Botafogo-SP        | A1/SP+B            | 11+14      | 2+2        |                 | -               | -               |                    | -                  | -                  |             | -           | -           | 25     | 2      |
| Totale Botafogo-SP | Totale Botafogo-SP | Totale Botafogo-SP | 36         | 9          |                 | -               | -               |                    | -                  | -                  |             | -           | -           | 36     | 9      |
| 2020               | São Caetano        | A2/SP              | 5          | 4          |                 | -               | -               |                    | -                  | -                  |             | -           | -           | 5      | 4      |
| 2021               | Santa Cruz         | C                  | 5          | 0          |                 | -               | -               |                    | -                  | -                  |             | -           | -           | 5      | 0      |
| Totale carriera    | Totale carriera    | Totale carriera    | 179        | 48         |                 | 5               | 4               |                    | 4                  | 1                  |             | -           | -           | 188    | 53     |

## Palmarès

### Club

#### Competizioni statali
- Campeonato Paulista Série A2: 1

Ferroviária: 2015
- Campionato Pernambucano: 1

Santa Cruz: 2016

#### Competizioni regionali
- Copa do Nordeste: 1

Santa Cruz: 2016